# Yoann Gourcuff
Yoann Miguel Gourcuff, född 11 juli 1986, är en fransk fotbollsspelare som senast spelade för  Dijon. Han har tidigare representerat det franska landslaget. Gourcuff spelar främst som offensiv mittfältare. År 2009 blev han utsedd till franska ligans bästa spelare och till Frankrikes bästa fotbollsspelare.

## Klubblagskarriär
Gourcuff är son till Christian Gourcuff, som för närvarande är tränare för Ligue 1 klubben FC Lorient, där Yoann började sin karriär. Under 2001 följde han med sin far till Rennes när denne tog över klubben som tränare. Efter att ha gått igenom ungdomsleden  gjorde han debut i A-laget som 17-åring. Gourcuff ådrog sig i Rennes till slut intresse från klubbar utomlands, vilket resulterade i en övergång till italienska klubben AC Milan. Under tiden där vann Milan bland annat Champions League men Yoann fick inte nämnvärt mycket speltid av dåvarande coachen Carlo Ancelotti vilket ledde till missnöje. Säsongen 2008/2009 var Gourcuff utlånad till Bordeaux. Efter en mycket framgångsrik säsong som avslutades med ett ligaguld, skrev Gourcuff på ett permanent kontrakt med Bordeaux. Den andra säsongen i Bordeaux blev dock ingen större succé. Laget slutade utanför topp-fyra och åkte ur Champions League i kvartsfinal. Efter säsongen lämnade tränaren Laurent Blanc klubben för att bli fransk förbundskapten. I augusti 2010 var det Gourcuffs tur att lämna klubben då han skrev på för Lyon i en övergång värd cirka 22 miljoner euro.

## Landslagskarriär
Mellan 2006 och 2008 spelade Gourcuff 18 matcher och gjorde 4 mål för det franska U21-landslaget. Han debuterade i det franska seniorlandslaget i augusti 2008. 
Gourcuff togs ut till Frankrikes trupp inför VM 2010. I turneringen startade han i Frankrikes första match mot Uruguay men fick ingen speltid i den andra mot Mexiko. Dock var han tillbaka i startelvan inför den sista matchen mot värdnationen Sydafrika. I matchen mot Sydafrika blev Gourcuff utvisad efter att ha armbågat en sydafrikansk spelare. Frankrike åkte ut i gruppspelet.